# Anne Preußler
Anne Preußler (ur. 9 marca 1985) – niemiecka biathlonistka. Zadebiutowała w biathlonie w rozgrywkach juniorów w roku 2001.
Podczas Mistrzostw świata juniorów w roku 2002 w Ridnaun-Val Ridanna zajęła 7. miejsce w biegu indywidualnym, 7 w sprincie i 4 w biegu pościgowym. Na Mistrzostwach świata juniorów w roku 2003 w Kościelisku zajęła 6. miejsce w biegu indywidualnym ,18 w sprincie oraz 14 w biegu pościgowym a w sztafecie zdobyła srebrny medal. Na Mistrzostwach świata juniorów w roku 2004 w Haute Maurienne zajęła 8. miejsce w biegu indywidualnym a w sztafecie zdobyła złoty medal.Na Mistrzostwach świata juniorów w roku 2005 w Kontiolahti zdobyła złoty medal w biegu indywidualnym, zajęła 17. miejsce w sprinice, 11 w biegu pościgowym a w sztafecie zdobyła srebrny medal.
Starty w Pucharze Świata rozpoczęła zawodami w Holmenkollen w roku 2007 zajmując 37. miejsce w sprincie. Jej najlepszy dotychczasowy wynik w Pucharze świata to 25. miejsce w biegu indywidualnym w Hochfilzen w sezonie 2008/09.

## Osiągnięcia

### Puchar Świata

#### Miejsca w klasyfikacji generalnej
| Sezon     | Miejsce |
| --------- | ------- |
| 2008/2009 | 74.     |